# Rolleiflex

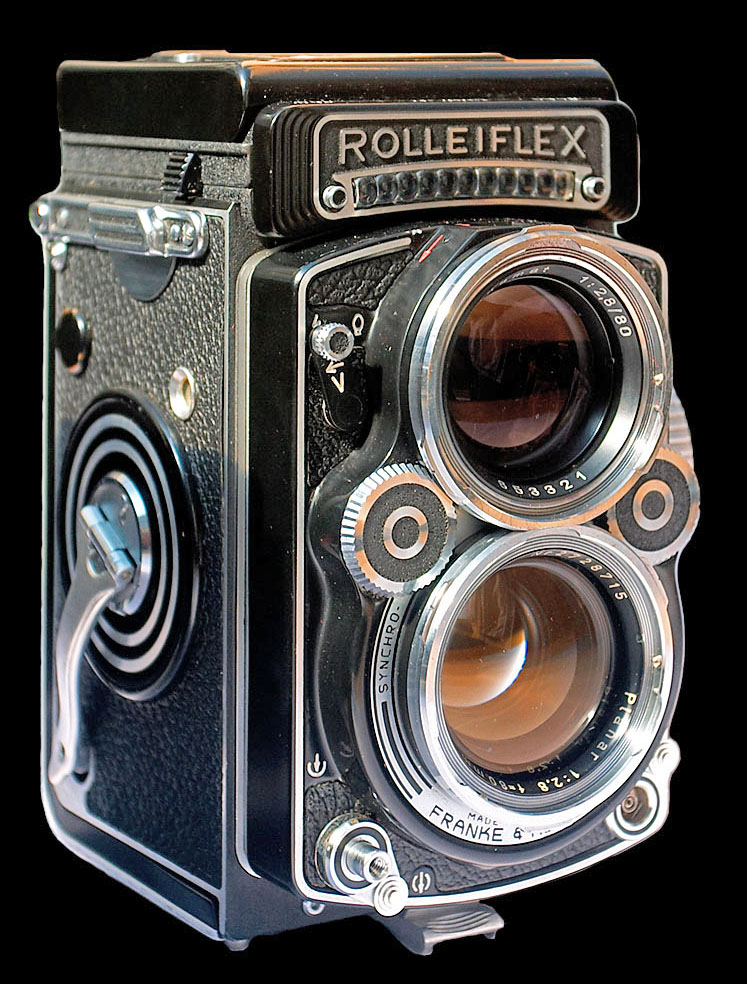
Rolleiflex 2.8F TLR.

Rolleiflex es el nombre de una línea de cámaras de fotos fabricadas por la empresa alemana Rollei. El nombre "Rolleiflex" es comúnmente utilizado para referirse a la principal línea de cámaras Rollei de cámara réflex de objetivos gemelos (o TLR, Twin-Lens Reflex) de formato medio (durante algunas décadas existía una línea intermedia para fotógrafos aficionados llamada Rolleicord). Sin embargo, una variedad de TLRs y SLRs en formatos medianos, 35 mm, y digital se han fabricado bajo la marca Rolleiflex. La serie Rolleiflex se vende y se comercializa para fotógrafos profesionales. Las cámaras Rolleiflex usan los formatos de película 117 (Original Rolleiflex), 120 (Standard, Automat, Letter Models, Rollei-Magic, y T model), y 127 (Baby Rolleiflex).

## Historia
Las cámaras Rolleiflex TLR eran conocidas por su excepcional calidad de construcción, medida compacta, peso modesto, ópticas superiores, durabilidad, simplicidad y mecánicas adaptables. Fueron muy populares e imitadas en todo el mundo; la alta calidad de las lentes de 7.5 cm de distancia focal, fabricadas por Zeiss y Schneider, permitieron la creación de una cámara más pequeña, más ligera y más compacta que la de sus imitadores.
Las lentes Zeiss Planar f2.8 y Schneider Xenotar, las dos de 80 mm de distancia focal y de alta velocidad en comparación al resto, se convirtieron en unas de las mejores ópticas de la última generación. Como característica singular de las cámaras Rolleiflex Automat y Letter Models, destacaba su mecanismo de viento robusto y habilidoso, en el que la carga cinematográfica era prácticamente automática y muy rápida. Este mecanismo introducía, por un lado, el contador de exposiciones automático, espaciado automáticamente entre las 12 o (en las cámaras F del modelo posterior) 24 exposiciones, y, por otro lado, la obturadores tensados; todo esto con menos de un giro completo de la biela de la película. Este hecho provocó que las cámaras Rolleiflex Automat y Letter Models fueran empleadas especialmente para realizar fotografías de ritmo rápido, como por ejemplo la fotografía de calle.
Una amplia gama de accesorios acabaron provocando que esta cámara se convirtiera en un modelo a seguir: cabecera panorámica, sombra solar, lentes de primer plan corregidos de paralaje, corrección de color, mejora del contraste y filtros de efectos especiales, todos montados con una bayoneta de liberación rápida y con un accesorio para cambiar el trípode. Algunos fotógrafos de arte moderno, profesionales o aficionados todavía siguen filmando con cámaras de película Rolleiflex TLR con transparencia de color, color negativo o película en blanco y negro. Los modelos laterales f2.8 y f3.5 (de lentes Planar o Xenotar) son muy buscados en el mercado actual y su precio es altamente pujado. Históricamente, solo había cinco cámaras de distancia focal disponibles, incluyendo la de 5,5 cm de Rollei-Wide, la de 6,0 cm de beu Rollei, y la de 7,5 cm (f: 3,5), 8,0 cm (f2,8) y 13,5 cm (f: 4 Zeiss Sonnar) de Tele-Rolleiflex.
Las cámaras de formato mediano Rolleiflex siguieron siendo producidas por DHWFototechnik hasta 2014, una compañía fundada por los antiguos empleados de Franke & Heidecke. DHW Fototechnik anunció dos nuevas cámaras Rolleiflex y un nuevo obturador electrónico para la photokina 2012. Aun así, la empresa entró en crisis por diferentes deudas económicas que tenían en 2014 y se disolvió en abril de 2015, desechando cualquier producción existente. El equipo de producción de la fábrica y las acciones restantes que quedaron fueron subastadas a finales de abril de 2015.
Otra empresa más pequeña fue creada nuevamente con los antiguos empleados de DHW Fototechnik, bajo el nombre DW Photo en el mismo lugar. DW Photo se centra actualmente en producir cámaras reflex de formato mediano Rolleiflex Hy6 mod2 (digitales y de película); en ofrecer servicio de cámaras existentes, y en incluir las actualizaciones del firmware y del hardware.

## Modelos a destacar

### Original Rolleiflex
La primera Rolleiflex fue introducida en 1929 después de tres años de desarrollo, y fue la primera cámara de carretes de formato mediano de la compañía, que se utilizó con una película poco popular de 117 (B1). Era una cámara reflex de dos lentes.

### Old Standard
- Conocida primeramente como Standard hasta la introducción de la New Standard en 1939.[11][12]
- Este modelo introdujo una parte posterior con bisagra y un contador de fotografías. A pesar de que no era automático, como en el Rolleiflex Automat, el fotógrafo podía restablecer el contador con un botón pequeño justo al llegar a la primera imagen.
- Robert Capa usó una para documentar la Segunda Guerra Mundial.[13]

### Rolleiflex Automat
- Introdujo un contador automático de películas; este contador detectaba el grueso del apoyo de la película para empezar a contar los nuevos frames, evitando obligar al fotógrafo a leer el número de frames que se encontraba detrás del papel del apoyo de la película.
- Este modelo ganó el premio Grand Prix en la Exposición Universal de París en 1937.[14]
- Se trata del primer modelo Rolleiflex que incluye las lentes de Schneider Kreuznach Xenar, además de las de Carl Zeiss Tessar.[14]

### Rolleiflex 2.8A
- Incorporó la primera lente de 8 cm f2.8 (ya sea un Carl Zeiss Tessar de 80 mm o un Opton Tessar) en la línea Rolleiflex. También añadió un contacto de sincronización X flash. Construida entre 1949 y 1951.[15]

### Rolleiflex 2.8E
- Estrenada en octubre de 1956, este fue el primer modelo que permitía tener un medidor de luz sin compresión.[15][16]

### Rolleiflex SL66
- La primera SLR de formato mediano de Rollei, introducida el 1966.

### Rolleiflex SL35
- Una SLR de 35 mm introducida el 1970.

## Lista de modelos
| TLRs - Original Rolleiflex - Standard Rolleiflex - Rolleiflex Automat - Rolleiflex New Standard - Rolleiflex 3.5 (X) - Rolleiflex 3.5A (MX) - Rolleiflex 3.5B (MX-EVS) - Rolleiflex 3.5C (3.5E en algunos países) - Rolleiflex 3.5E2 - Rolleiflex 3.5F - Rolleiflex 3.5 E3 - Rolleiflex 4x4 Baby Rolleiflex (1930s) - Rolleiflex 2.8A - Rolleiflex 2.8B - Rolleiflex 2.8C - Rolleiflex 2.8D - Rolleiflex 2.8E - Rolleiflex 4x4 (1950s; en Gris y Negro) - Rolleiflex T - Tele Rolleiflex - Rolleiflex 2.8F - Wide Rolleiflex - Rolleiflex 2.8F Aurum - Rolleiflex 2.8F Platinum - Rolleiflex 2.8GX - Rolleiflex 2.8FX - Wide Rolleiflex 4.0 FW - Tele Rolleiflex 4.0 FT - Rolleiflex 2.8F Mini - Rolleiflex MiniDigi - Rollei PregoZoom |

| SLRs de formato medio - Rolleiflex SL66 - Rolleiflex SL66 E - Rolleiflex SL66 X - Rolleiflex SL66 SE - Rolleiflex SLX - Rolleiflex SLX Metric - Rolleiflex 6002 - Rolleiflex 6006 - Rolleiflex 6006 Metric - Rolleiflex 6008 Professional - Rolleiflex 6008 Metric 3D Industrial - Rolleiflex 6008 Professional Gold - Rolleiflex 6008 Professional SRC 1000 - Rolleiflex 6003 SRC 1000 - Rolleiflex 6008 ChipPack Digital Metric - Rolleiflex 6008 E - Rolleiflex 6008 Q 16 Digital Metric - Rolleiflex 6008 AF - Rolleiflex 6008 integral - Rolleiflex 6008 integral2 - Rolleiflex 6008 Metric - Rolleiflex 6003 Professional - Rolleiflex 6001 Professional |

| SLRs de 35 mm - Rolleiflex SL35 - Rolleiflex SL350 - Rolleiflex SL35M - Rolleiflex SL35ME - Rolleiflex SL35E - Rolleiflex SL 2000 F - Rolleiflex SL 3003 - Rolleiflex SL 3001 |